# Phillip Boa

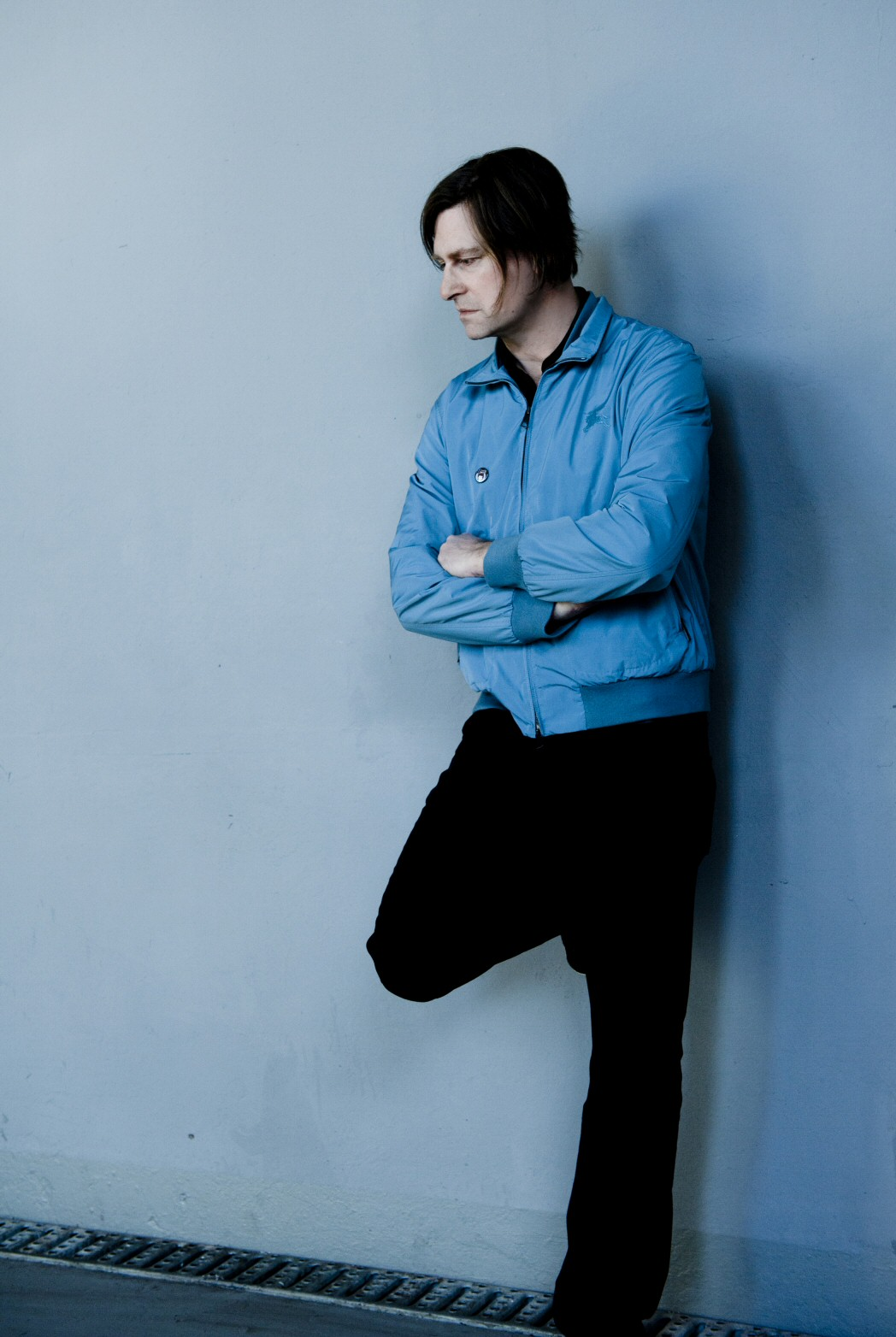
Phillip Boa, 2012

Phillip Boa (* 18. Januar 1963 in Dortmund als Ernst Ulrich Figgen) ist ein deutscher Independent-Musiker und Komponist. Er ist Songwriter, Sänger, Gitarrist und Kopf der Band Phillip Boa and the Voodooclub.
Phillip Boa and the Voodooclub wurde 2014 als eine der renommiertesten deutschen Bands beschrieben, die auch international von Kritikern und Fans anerkannt seien.  Bei einer Laut.de-Umfrage „Made in Germany – Die einflussreichsten deutschen Musiker“ aus dem Jahr 2011 wurde Phillip Boa in den Top 20 geführt. Zudem wurde er als scharfer Beobachter unserer Gesellschaft und profiliertester Songwriter Deutschlands mit „zynisch-poetischem Blick, voll rätselhafter Metaphern und scharfer Weisheiten“ (New Musical Express) sowie „zauberhafter Prosa/Poesie in Texten und Figuren, gleichzeitig choral-zart und brachial, romantisch da, wo es passt“ beschrieben. Rolling Stone schrieb 2018 über ihn: „Seine Ideologie ist die Verweigerung des Anbiederns an Medien und des Showgeschäfts.“

## Leben
Phillip Boa gründete 1985 zusammen mit seiner damaligen Partnerin Pia Lund die Independent-Band Phillip Boa and the Voodooclub. Er ist das einzige Bandmitglied mit durchgehender Mitgliedschaft. Mit dem Album Hair und der Single Container Love gelang 1989 der kommerzielle Erfolg und internationale Anerkennung.
Nach seinem bisher erfolgreichsten Album, Boaphenia (1993), setzte Boa einen bewussten Bruch, um sich seinem Metalprojekt Voodoocult zu widmen. Mit Voodoocult gründete Phillip Boa eine Heavy-Metal-Band bestehend aus Dave Lombardo (Slayer) am Schlagzeug, Chuck Schuldiner † (Death), Waldemar Sorychta und Mille Petrozza (Kreator) als Gitarristen und ihm selbst als Sänger. Die Band veröffentlichte 1994 das Album Jesus Killing Machine. Ein Jahr später brachte die Band ein zweites, selbstbetiteltes Album heraus. Danach löste sich die Band wieder auf.

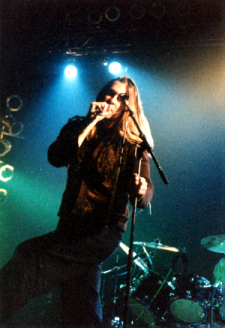
Phillip Boa, 1995

Seit 1994 bis heute arbeitet Phillip Boa weiter mit Phillip Boa and the Voodooclub. Es erschienen eine Reihe Studioalben, Livealben und neu gemasterte ältere Alben. Im Jahr 1997 trennten sich Phillip Boa und Pia Lund. Pia Lund verließ die Band Phillip Boa and the Voodooclub und widmete sich der Veröffentlichung von Soloalben. Zwischen 2003 und 2013 war sie wieder Mitglied der Band, ehe sie Ende 2013 die Band erneut verließ. Seit 2014 arbeitet die Band mit verschiedenen Gastsängerinnen.
Das 2014er Studioalbum, Bleach House, wurde am 22. August auf Cargo Records veröffentlicht und erreichte Platz 7 in den Albumcharts. Nach vielen intensiven Jahren und mehr als 2,5 Millionen verkauften Tonträgern wurde am 16. September 2016 die Werkschau „Blank Expression – A History Of Singles 1986-2016“ auf Capitol Records/Universal Music veröffentlicht und erreichte Platz 8 in den Albumcharts. Die Werkschau enthält neben den wichtigsten Singles u. a. auch 12 neue Songs unter dem Albumtitel Fresco – A Collection Of 12 New Songs. Die „Blank Expression“-Tour 2016/2017 war für die Band ein weiterer Meilenstein Richtung alter Größe. Die aktuellen Besucherzahlen erreichen wieder das Niveau vom bisher erfolgreichsten Jahr (1993), u. a. spielte der Voodooclub auf ausverkauften Konzerten in Hamburg, Köln, Dresden und München sowie an zwei Abenden hintereinander im ausverkauften Berliner „Huxleys Neue Welt“.
Boa lebt nach wie vor in seiner Heimatstadt Dortmund.
Am 10. August 2018 ist das Studioalbum Earthly Powers bei Cargo Records erschienen, es erreichte (trotz Streaming-Verweigerung des Albums) mit Platz 3 der deutschen Albumcharts die höchste Chartplatzierung in der Bandgeschichte. Entstanden und aufgenommen wurde das Album größtenteils in London, produziert von David Vella und Boa. Abgemischt wurde das Album durch Ian Grimble in den Church Studios, London, bekannt für seine Arbeit für die Manic Street Preachers, Mumford & Sons, Daughter oder Temples. Das Mastering erfolgte in den Power Station Studios, New York, durch Fred Kevorkian (The National, Sonic Youth, White Stripes). „Earthly Powers klingt fantastisch, bietet großartig geniales Songwriting. Ein vielfältiges Album voller kleiner Geschichten, die allesamt in starke Songs verpackt wurden und auf einen neuen künstlerischen Gipfel führen.“
Über das Album urteilt das Rockmagazin eclipsed: „Waren die letzten Alben schon fast wieder auf dem Niveau früherer Meisterstreiche, so gelingt mit ‚Earthly Powers‘ ein Karrierehighlight: Bezaubernde Melodien, wie nur Boa sie schreiben, und im nächsten Augenblick dekonstruieren, kann. Ein außerordentlich gelungenes Album.“ In der Musikzeitschrift Visions wird die Neuerscheinung ebenfalls angepriesen: „Earthly Powers hat jene schwärmerische Weite im Melodiebogen, in dem sich cremige Rockriffs mit popgrundierter Romantik verbinden, wie es außer den Manic Street Preachers nur wenigen gelingt.“
Am 12. Mai 2023 wurden zwölf neue Lieder im Rahmen der 30 Jahre Jubiläumsedition des Werks BOAPHENIA veröffentlicht, darunter auch die Single Bay Rum.
Das Polydor Major-Debütalbum COPPERFIELD wurde am 9. August 2024 als Re-Edition (Reworked & Remastered inkl. 5 neuer Lieder) von Capitol Records/Universal Music neu veröffentlicht und erreichte als bester Re-Entry Platz 12 der Albumcharts.
HAIR, eines der wichtigsten deutschen Indie Rock-Alben, wurde am 25. April 2025 via Capitol Records/Universal Music als Jubiläumsedition und Re-Edition neu veröffentlicht (inkl. 10 neuer Songs "The Honeymoon Files"). Das international gelobte, preisgekrönte Album mit seinem experimentellen Mix aus Indie Rock, Post Punk und Art Pop erreichte die Top 3 der offiziellen Albumcharts.

## Stil

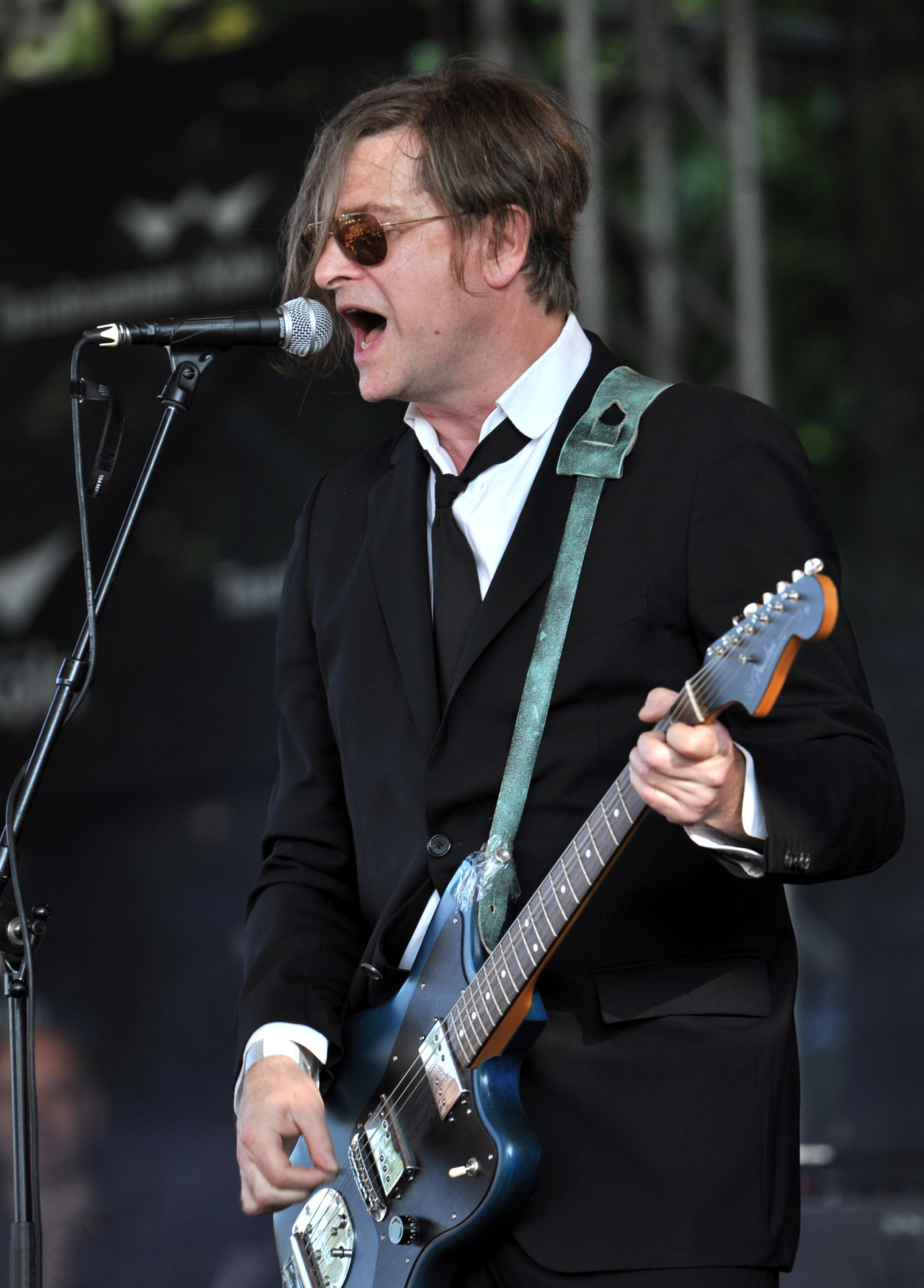
Boa beim Amphi Festival 2013

Die Musik Boas ist beeinflusst vom britischen Post-Punk, New Wave und Avantgarde. Boas Kompositionen und cinematische Songtitel werden europaweit oft als Hintergrundmusik oder Soundtracks für Reportagen, Dokumentationen und Filme verwendet, u. a. steuerte er diverse Songs für das preisgekrönte BBC-Drama Redemption bei (mit den Oscar nominierten Schauspielern Sir Tom Courtenay und Miranda Richardson).
Als deutscher Komponist und Songwriter grenzt sich Boa bereits durch seine Herangehensweise beim Komponieren vom klassischen Songwriting ab. Er beginnt mit einem Storyboard, als ob er einen Kurzfilm drehen würde, etwa wie einen Cartoon, mit groben Scribblings, Zeichnungen und kompletten Texten. Erst wenn er dieses Storyboard beendet hat, geht er ins Studio und dreht mit seinen Musikern diesen Film als „Regisseur ohne Bilder“. Was die Musiker dann als Vorgabe von ihm bekommen, ist die Tonart, die präzise Geschwindigkeit sowie eine exakte Beschreibung der „Filmszenen“.

## Werk

### Constrictor Records
Phillip Boa begründete 1986 zusammen mit Pia Lund das Label Constrictor Records. Neben den Platten von Phillip Boa and the Voodooclub wurden dort etwa 50 Alben und 10 Singles deutscher und vor allem britischer Independentbands, wie z. B. von Jowe Head, Talulah Gosh und Television Personalities, veröffentlicht. Zweigbetriebe des Labels Constrictor waren der Constrictor Musikverlag (oder Constrictor Publishing) und Film Noir. Im Jahr 1991 beendete das Label Constrictor Records seine Arbeit. Über den Verlag Film Noir erscheinen seit 1998 die Veröffentlichungen von Phillip Boa and the Voodooclub.

## Rezeption
- 2012 schrieb John Robb, ein renommierter englischer Musikkritiker, im Louder Than War Magazine: „Boa ist einer der bedeutendsten deutschen Künstler der letzten 30 Jahre.“[24]
- Die Band Die Ärzte singt in ihrem Song Wir sind die Besten (Bonus-EP zum Album Jazz ist anders) über Phillip Boa. Dabei stellt sie Boa und sich in ironischer Weise als die letzten guten Musiker dar.
- Spiegel Kultur: „Boa ist schon ein komischer Pop-Heiliger - aber er ist vermutlich der einzige, den wir haben.“[25]